# Los Frailes (Inselgruppe)
Los Frailes (span. Archipiélago de Los Frailes, deutsche Bedeutung Archipel der Mönche) ist eine Gruppe kleiner Inseln im Karibischen Meer, etwa 20 km nordöstlich der zu Venezuela  gehörenden Isla Margarita gelegen. Geographisch gehören die Inseln zu den Inseln unter dem Winde, politisch zu den venezolanischen Bundesterritorien (Dependencias Federales).
Die unbewohnte Inselgruppe besteht aus zehn kleinen, kargen Felseilanden, die zusammen eine Landfläche von nur 1,92 km² aufweisen. Größte Insel der Gruppe ist Puerto Real, auch Fraile Grande genannt. Sie ist 2,2 km lang und hat eine Fläche von 0,75 km².
Die Inseln erstrecken sich über neun Kilometer von Nord nach Süd (einschl. Roca del Norte):
- Roca del Norte (3,8 km abseits im Norden gelegen)
- Chepere
- Guacaraida
- Puerto Real
- Nabobo
- Cominoto
- Macarare
- Guairiare
- La Balandra
- La Peche

- El Chaure
- Morro Blanco